# 殉教血史 日本二十六聖人
『殉教血史 日本二十六聖人』（じゅんきょうけっし にっぽんにじゅうろくせいじん）は、1931年10月1日に公開された日本映画である。

## あらすじ
フランシスコ会のスペイン人神父ペドロ・バプチスタは、日本到着後、京都を中心にした畿内への布教活動を行う。だが、スペイン船の難破事件が起こり、豊臣秀吉が教会を弾圧し始める。神父や信徒らが捕縛され長崎で処刑されていく。そして、殉教から約250年を経た1862年に26人の列聖式がバチカンで執り行われた。

## カトリック教会との関係
この無声映画は当時、日本統治下にあった朝鮮の京城（現在の韓国ソウル市）で、牧畜事業を営んでいたカトリック信徒の平山政十が、巨額の個人資産を投入して製作した作品であり、一般向けに公開された商業映画であるが、平山の主導のもと多数のカトリック教会関係者の協力を得て製作された。この時期、外国人宣教師の主導体制から自立の途中にあった日本カトリック教会が生みだした、最初の本格的劇映画というべき作品である。
映画の内容は、長崎で処刑された26人のキリスト教徒（日本二十六聖人）の殉教の史実によった物語であり、当時の代表的な時代劇監督である池田富保が演出を担当し、主演のペドロ・バプチスタ神父を山本嘉一が演じ、その他にも片岡千恵蔵、伏見直江、山田五十鈴などが出演している。脚本は当初、キリシタン史の専門家である明治大学教授の松崎実と作家の佐藤紅緑との共作脚本だったが、平山の渡欧後、何らかの事情で却下され、上智大学教授のヘルマン・ホイヴェルス神父による新たな脚本で製作されることになった。また演技指導の担当者も、予定されていた伝道士の石川音次郎から、フランシスコ会のエジド・ロア神父（当時の鹿児島知牧）に替えられた。これらの変更は、脚本や演技指導の担当者が日本人から外国人神父に変更されていることから、平山の渡欧後に日本カトリック教会の上層部が、この映画の製作に全面的協力をすることに合意したからなのではないかと考えられる。
公開後、一般新聞でも紹介され、国内では映画評論家やカトリック教会関係者にはおおむね好評だった。また平山は欧米諸国でも上映するため、1932年5月に渡米し、1933年4月には渡欧している。この海外興行は、アメリカでは排日運動の影響もありカトリック教会の協力を得られなかったため、平山は仲介を経由せずに教会関係者と交渉し、巡業形式で全米各地での上映を進めた。また平山は、ヨーロッパではアメリカ興行のように巡回形式による興行を行うのではなく、あくまで映画会社と契約を結び一般映画館へ配給される形で上映されることを希望していたが、交渉は難航し、最終的にはカトリック系映画会社エイドフォンと契約が成立した。この映画会社と平山が結んだ契約内容や、作品の上映状況の規模もしくは有無に関して具体的な資料はなく、この映画がヨーロッパで正式に一般公開されたかは不明である。
映画界とは無縁の平山が、教会関係者の支援を受けて製作したこの映画は、日本のカトリック信徒が、軍国主義化していく日本社会において、社会的な迫害の対象に置かれるなど困難な社会的状況に対して打開を図るべく実行されたものであり、平山政十はこの映画を、キリシタン時代に対する個人的な関心や、芸術家的欲求に促されて、製作に取り組んだわけではない。「一には国民教化の資料として三百年来の伝統的誤解をとき、二には国外に対する日本国民性の宣伝ともなそうとする」という彼の製作目的の言葉にみられるように、国内の観客に向けては、江戸時代以来のキリスト教徒への偏見を払拭することを目的とし、国外の観客に対しては、日本人信徒の殉教の史実を通して、日本の対外的イメージを向上することを目指していた。この点において、この映画は「プロパガンダ」映画（宣教・宣伝映画）という性質も持っていた。
事実、この作品は海外で興行された時、日本の官憲の支援を受けた国策的なプロパガンダとして用いられることになった。平山を海外における興行に促したものは、カトリック信徒こそが模範的な日本国民であるということを日本社会に認めさせたい、という彼の願望であった。平山は決して好戦主義者ではなかったが、カトリック信徒は非国民であるという批判を退けるため、彼の示した過剰なまでの愛国者的行動は、日本軍部の対外政策に対して無批判に追従する結果に陥ってしまったことも事実である。
平山の活動が、カトリック教会の置かれた困難な現状を打開する目的で行われたものであるだけに、昭和初期のカトリック教会が直面した苦境が、いかに対応の困難なものであったかを象徴するものになった。

## キャスト
- ペトロパプチスタ神父 - 山本嘉一
- フランシスコブランコ神父 - 伊藤博
- アギラマルチン神父 - 美濃部進
- ゴンザロガルシヤ神弟 - 三桝豊
- ラムカザスヒリッポ神弟 - 井上ジョン
- ミカエルフランシス神弟 - 葉間庸之助
- ヨハネ諏訪野正道 - 沢田清
- ポーロ鈴木信吾 - 清川荘司
- マチヤス山野嘉七郎 - 鳥羽陽之助
- ペトロ糸屋助七 - 永井寛二郎
- ロイス井上嘉久太 - 島田文郎
- フランシスコ大工伝吉 - 片岡千恵蔵
- ヨハネ山城喜左衛門 - 尾上桃華
- フランシスコ那須祐伯 - 磯川元春
- ポナヴェンチュラ近江屋伝助 - 大倉多一郎
- ガブリエル伊勢善影 - 久松実
- コスマ竹屋吉郎兵衛 - 山本礼三郎
- ヨアキン榊原三次郎 - 森田肇
- レオン河津源道 - 嵐亀三郎
- ルドビコ茨木健市 - 中村英雄
- ポーロ茨木英吉 - 中村吉次
- アントニヨ - 尾上助三郎
- ポーロ三木泰助 - 浅香新八郎
- ヤコボ備前屋喜左衛門 - 尾上卯多五郎
- ミカエル小崎清兵衛 - 葛木香一
- トマス小崎彦太郎 - 中村政登志
- 豊臣秀吉 - 實川延一郎
- 石田治部少輔三成 - 久米譲
- 福島正則 - 中村紅果
- 岡部三左衛門高秀 - 尾上華丈
- 前田玄意法師 - 市川小文治
- 高山右近太夫長房 - 金平軍之助
- 小西摂津守行長 - 瀬川銀潮
- 黒田甲斐守長政 - 嵐璃左衛門
- 増田右衛門尉長盛 - 嵐珏松郎
- 細川忠興 - 南部章三
- 細川興本 - 潮万太郎
- 悪僧寂印 - 高勢実
- 長谷川右兵衛 - 刀根正
- 原田喜右衛門 - 小川隆
- 艦長マチカス - 村田宏寿
- 副官ムロカトキーシトバロ - 大西洋三
- 下官マルベールアントニヨ - 里見ジョージ
- トマス伊達平弥 - 中村幹二郎
- 浜奉行安居善三郎 - 大山虎男
- 長崎奉行寺沢半三郎 - 光岡龍三郎
- 役人木村甚太夫 - 高尾新三
- 役人菊沢伝十郎 - 尾上小若
- 役人山川吉郎太 - 秋月龍
- 役人島田右源次 - 市川滝栄
- 役人柳田一太 - 春日陽二郎
- 護送役人小栗豊四郎 - 寺島貢
- 護送役人河北仙蔵 - 伴淳三郎
- 細井三五郎 - 矢野義男
- 松山新兵衛 - 吉野斗六
- 小野寺甚内 - 大河原左雁次
- 細川家臣泉川弥三郎 - 桑島康良
- 泥酔武士石本清太 - 市川正之助
- 泥酔武士徳久豊作 - 嵐岡若
- 泥酔武士千田束馬 - 山口佐喜雄
- 牢役人吉見甚蔵 - 成松和一
- 牢役人佐賀重助 - 生島日三郎
- 獄卒栗田新六 - 香川良介
- 獄卒茅島三太郎 - 実川猿昇
- 雲水浄恵 - 瀬川路三郎
- 雲助吉六 - 金山欣二郎
- 雲助権助 - 市川左正
- 若き町人千吉 - 坂本清之助
- 一六庵百斎 - 大崎史郎
- 八幡屋国松 - 林誠之助
- 寂印の家来仁木左門 - 尾上蝶二郎
- 髪床甚六 - 尾上鶴五郎
- 癩患者紀州助三 - 市川右太平
- その子角市 - 磯川金之助
- 北海熊の源次 - 新妻英助
- 淀君 - 川上弥生
- 細川奥方ガラシャ玉子夫人 - 伏見直江
- 侍女マダレナ桜木 - 山田五十鈴
- 侍女マダレナ桔梗 - 池上三千代
- 侍女マダレナ桐の葉 - 山岡満智子
- 侍女マダレナ紅葉 - 橘昇子
- 健市の母お律 - 小松みどり
- 孫吉娘お吉 - 春日寿々子
- 山城屋女房お幹 - 吉野朝子
- 竹屋女房お仙 - 滝沢静子
- 同娘お道 - 葉木三千子
- 弟吉松 - 中村寿郎
- 小崎女房お霜 - 常盤操子
- その子彦三郎 - 尾上五男
- アントニヨの母お久 - 浦辺粂子

### フィルムギャラリー

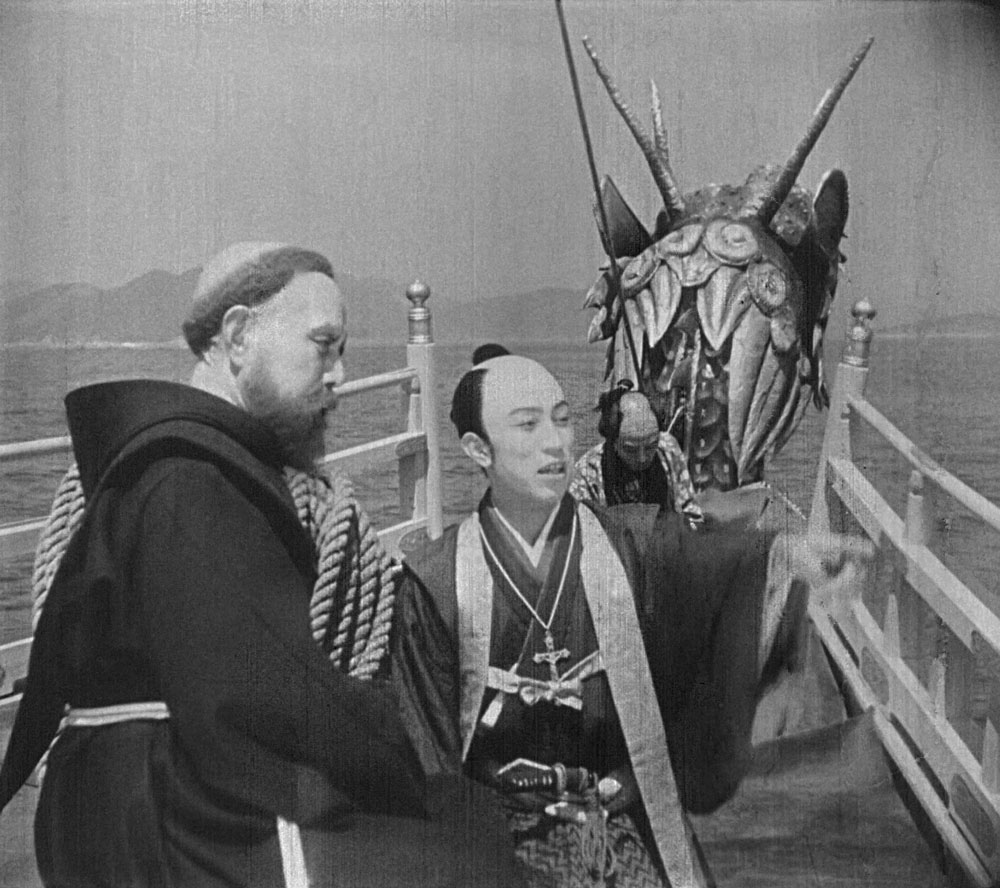
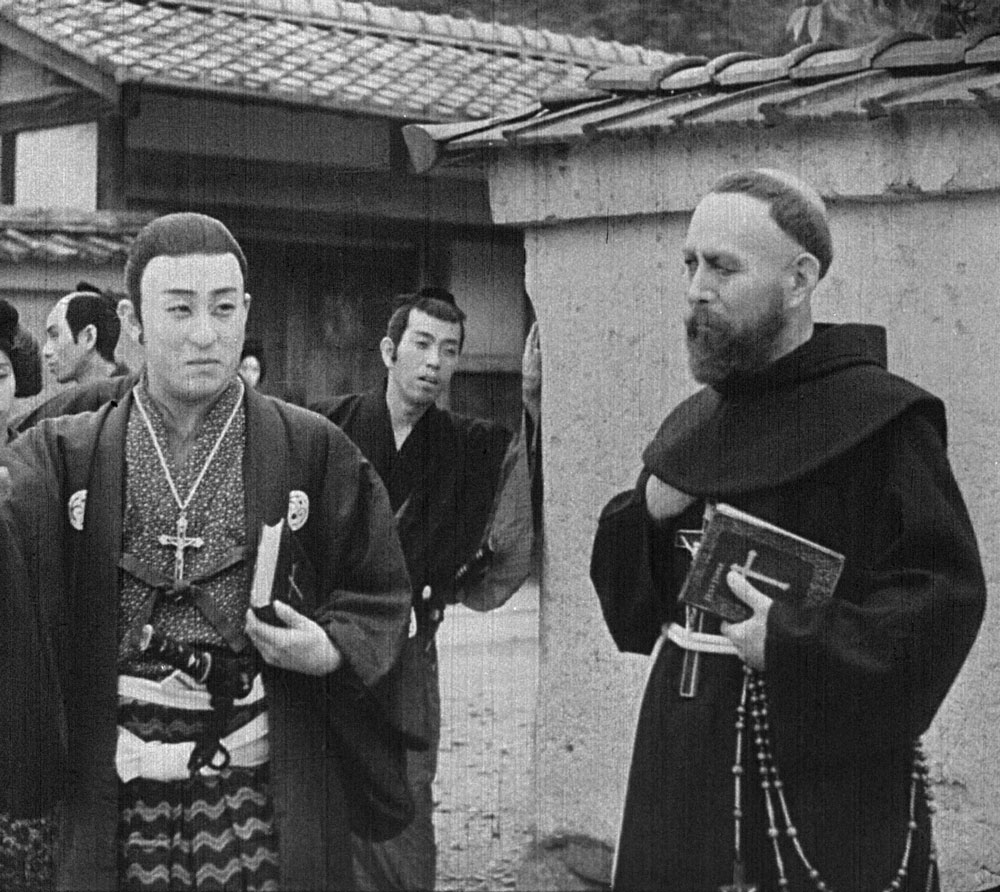
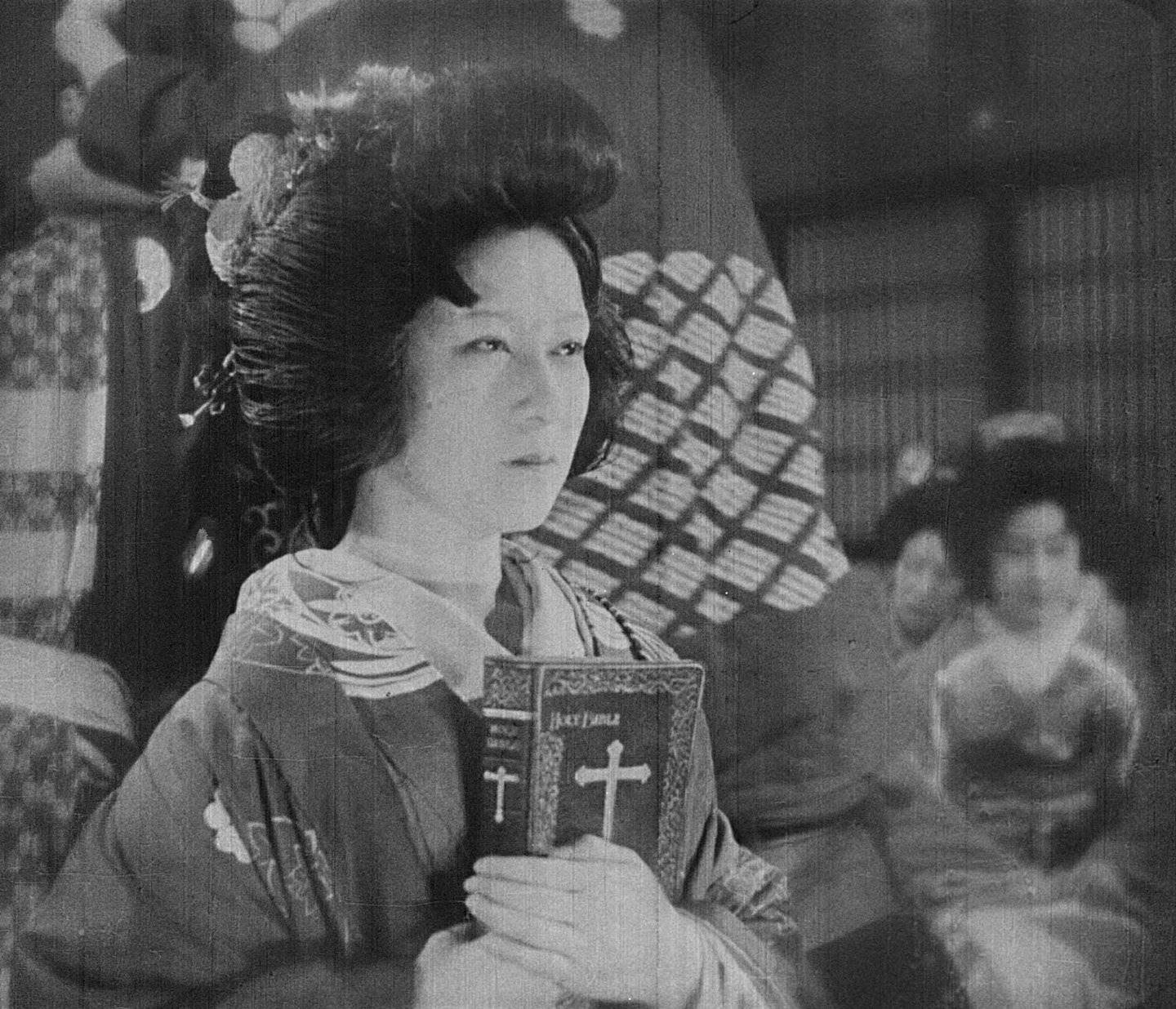